# Protection des sources d'information des journalistes en droit français
En droit français, la protection des sources d'information des journalistes, appelée aussi « secret professionnel », est la base de la déontologie du journalisme et de la liberté de la presse, avec la vérification des faits. Elle permet aux journalistes la vérification des faits, auprès de personnes qui acceptent de leur parler bénévolement à condition que leur identité ne soit pas divulguée.
La déontologie donne aux journalistes professionnels le devoir de prendre toutes les précautions pour que leurs sources ne puissent être identifiées contre leur gré, afin de protéger la liberté de parole de ces sources d'information. Ils doivent respecter strictement l'anonymat demandé, quitte à subir des tracasseries de la part de ceux qui souhaiteraient y mettre fin.
Garantis en Europe par l'article 10 de la Convention européenne des droits de l'homme, ce droit et ce devoir ont fait l'objet d'une jurisprudence des plus protectrices de la Cour européenne des droits de l'homme, qui le définissent comme une « condition essentielle au libre exercice du journalisme et au respect du droit du public d’être informé des questions d’intérêt général ».

## Diversité des sources
La déontologie professionnelle commande au journaliste de « revendiquer le libre accès à toutes les sources d’information », en protégeant les sources bénévoles, sans se limiter aux lobbys dotés de budgets de communication.
Le téléphone mobile, l'enregistreur numérique et le mail donnent accès à plus de sources fiables qu'autrefois, et plus rapidement, à condition de privilégier la qualité de la relation avec ces sources, pour mieux les sélectionner, les identifier et les recouper. Les sources d'information donnent parfois de simples indices, charge aux journalistes d'en trouver d'autres puis de vérifier et recouper.

## Histoire
Le combat pour la protection des sources a près d'un siècle et demi d'histoire. À Bruxelles en 1870, Gustave Lemaire (journaliste), du quotidien L'Étoile belge, avait refusé de donner ses sources d'information sur « le vol commis au préjudice du changeur Philips et sur le meurtre présumé de Blondine Peeters ». Il a demandé la cassation de deux ordonnances rendues le 18 février 1870 par deux juges qui l'avaient condamné chacune à 100 francs d'amende. Son pourvoi en cassation n'a pas abouti mais témoigne de la professionnalisation des journalistes belges dans les années 1870, constatée par les historiens.

## La déontologie professionnelle: un droit et un devoir à la fois
Le secret des sources était jusqu'en 2011 le principal point de différence entre les deux codes de déontologie professionnelle, très proches l'un de l'autre, la Charte de Munich et la Charte 1918/1938/2011. Ces deux textes assurent l'essentiel de la protection d'un informateur. Tous deux commandent aux médias de prendre toutes les précautions nécessaires pour que son identité, après avoir été authentifiée par le journaliste, ne puisse pas être divulguée ou retrouvée.

### Le «secret professionnel» de la charte 1918/1938
La « protection des sources » est discrète dans la première Charte des devoirs professionnels des journalistes français, rédigée en juillet 1918, qui sera révisée en janvier 1938. En 1918, le principal souci était encore l'énormité de la censure durant la Première Guerre mondiale. Le téléphone était alors encore peu répandu. Les journalistes se déplaçaient pour visiter leurs sources d'information : rencontre dans les cafés, assistance aux réunions. Leur protection est résumée dans l'expression « garder le secret professionnel », maintenue dans la version de 1938. Un autre « séisme médiatique » occupe alors les esprits, l'Abominable Vénalité de la presse.
La simple mention de « garder le secret professionnel » dans le code de déontologie devient ensuite insuffisante. Entre-temps, toutes sortes de règlements ont créé d'autres « secrets professionnels » que celui des journalistes, plus souvent destinés à limiter la circulation de l'information et la connaissance des dossiers qu'à les encourager. Parallèlement, les progrès technologiques ont suscité de nouveaux sujets d'information d'intérêt général : risques industriels, sociaux, financiers, santé publique. Les journalistes doivent désormais faire appel à des experts, pour recouper et vérifier la communication émanant des entreprises ou des ministères, sans forcément divulguer les noms et précisions permettant de remonter jusqu'à ces sources d'information, lorsqu'elles souhaitent la couverture de l'anonymat.

### Les amendements de 1971 et 2011
Renforcer la protection des sources est le principal souci, en 1971, quand la Fédération européenne des journalistes présente un nouveau code de déontologie : la Charte de Munich. Le nouveau texte reprend dans son article 7 les quatre mots de la phrase de 1918 et 1938 (« garder le secret professionnel ») mais y ajoute : « et ne pas divulguer la source des informations obtenues confidentiellement ». Méticuleusement rédigée par Paul Parisot, secrétaire du Syndicat des journalistes français et journaliste au France-Soir de Pierre Lazareff, cette charte est peaufinée en concertation avec tous les syndicats de journalistes, dans tous les pays de l'Union européenne (de l'époque).
Le premier des cinq droits des journalistes alors édictés est de « revendiquer le libre accès à toutes les sources d’information et le droit d'enquêter librement sur tous les faits qui conditionnent la vie publique ». La protection des sources devient la base et le point le plus important de cette nouvelle charte.
Démarche similaire en 2011, en France : le congrès du Syndicat national des journalistes (SNJ) adopte une version rénovée de la Charte des devoirs professionnels des journalistes français. Elle reprend aussi les quatre mots de 1918 et 1938 « garder le secret professionnel », en ajoutant « et protège les sources de ses informations », sans même placer de restrictions liées aux seules informations obtenues confidentiellement. Il s'agit désormais de protéger les sources d'information quoi qu'il arrive, pour leur offrir la sécurité maximum. Cette protection n'est plus un simple devoir. Elle devient un droit, vital. Du coup, ce qui s'appelait en 1918 et 1938 la « Charte des devoirs professionnels des journalistes français », est rebaptisé par le SNJ, « Charte d’éthique professionnelle des journalistes », pour leur donner le droit d'accéder « à toutes les sources d’information concernant les faits qui conditionnent la vie publique ».

### Sources et preuves des affirmations d'un journal
Loin d'être incompatible avec la nécessité de s'appuyer sur des éléments solides pour publier une information (le terme de « preuves » est réservé au domaine judiciaire), la protection des sources d'information des journalistes permet au contraire d'acquérir ces éléments et de les recouper, mais sans divulguer à n'importe qui la façon dont ils sont parvenus jusqu'aux journalistes.
La loi de 1881, qui encadre la liberté de la presse, permet à quiconque estime excessives et erronées les affirmations d'un journal contre lui de se défendre par une procédure en diffamation. Le juge vérifiera alors si ce journal a effectué une enquête sérieuse et mesurée, mais sans non plus divulguer les sources d'information.

## Grands domaines d'enquête concernés

### Relations internationales
- L'enlèvement du chef de l'opposition marocaine Mehdi Ben Barka, en plein Paris le 29 octobre 1965 par des « Brigades spéciales », est raconté dans le détail, trois mois après, par Jacques Derogy et Jean-François Kahn journalistes à L'Express, qui ont recoupé trois témoignages anonymes[6].
- Le 22 février 1999, Julijana Mojsilovic, journaliste de l'agence de presse Reuters à Sarajevo, apprend que le président serbe Milan Milutinovic a effectué un voyage secret à Belgrade avant la conférence de Rambouillet, où il rejette systématiquement toute présence de l’OTAN. Par des sources non-divulguées, elle en obtient confirmation à Belgrade, Rambouillet et jusqu’au sein de la délégation serbe. Un mois plus tard, les premières bombes de l’OTAN tombent sur les ministères de Belgrade, où le 5 octobre 2000, un million de manifestants[7] contraindront Slobodan Milošević à partir[8].

### Santé publique et risques industriels
La presse spécialisée a dévoilé peu de grands scandales, les sources d'information réservant leurs révélations à la presse généraliste, mieux armée pour protéger leur anonymat.
- Dans l'affaire du Mediator, c'est grâce à la protection de ses sources que Le Figaro publie le 13 octobre 2010 l'étude confidentielle de la Cnam révélant 500 à 1 000 décès[9], alors que Quotidien du médecin et le Quotidien du pharmacien avaient donné en juin 2010 la priorité au communiqué du laboratoire Servier[10] réagissant à l'étude du Irène Frachon, attaquée en justice par le même Servier[11]. « Le jour où les chiffres vont sortir, il va y avoir un scandale terrible », avait confié peu avant au Figaro un « expert reconnu en pharmacovigilance », sous le couvert de l'anonymat.
- Dans l'affaire du sang contaminé, des sources à l'identité vérifiée mais non divulguée ont donné à la presse des documents prouvant que des lots de sang contaminé avaient été sciemment distribués aux hémophiles.

« S'il y avait eu le moindre doute sur la protection de leur anonymat, il n'y aurait pas eu d'affaire du sang contaminé », faute de révélations, a expliqué Louis-Marie Horeau, rédacteur en chef du Canard enchaîné.
- Dans le Kentucky, l'affaire Jeffrey Wigand a vu cet ex-directeur de la recherche du cigarettier Brown & Williamson se confier à Lowell Bergman, producteur de l'émission 60 Minutes sur la télévision CBS. Le journaliste a multiplié les précautions pour protéger sa précieuse source d'information, que Brown & Williamson a cependant poursuivi pour violation des clauses de confidentialité de son contrat, avant d'abandonner en 1997. L'affaire a inspiré le film Révélations, avec Al Pacino et Russell Crowe.
- En Californie, l'affaire de pollution des eaux potables à Hinkley a été révélée par l'avocate Erin Brockovich, interprétée par Julia Roberts dans le film homonyme de Steven Soderbergh. Le succès de cette dénonciatrice dans les médias, via le Challenge America with Erin Brockovich sur la chaîne ABC et Final Justice sur Lifetime, a incité le droit américain à mieux protéger les sources anonymes des médias révélant des cas de corruption.

### Presse économique et boursière
Dans la presse économique et boursière, la communication à sens unique a posé des problèmes d'éthique aux journalistes, car elle les privait des moyens de prendre du recul par rapport aux recommandations officielles d’analystes, alors que celles-ci témoignent de conflits d'intérêts : les banques récompensent par des salaires très élevés les analystes dont les recommandations officielles font monter le cours de Bourse des grandes sociétés clientes.
En France, les recommandations officielles des analystes financiers ont soutenu Michel Bon, PDG de France Télécom, et Jean-Marie Messier, PDG de Vivendi, lors des acquisitions spéculatives de la période 1999-2001, qui ont lourdement endetté leurs sociétés. Au printemps 2000, une étude d'analyste sur France Télécom affirmait avec complaisance que le cours de Bourse, déjà au sommet historique de 180 euros, pouvait encore monter à 220 euros. Douze ans après, il a été divisé par dix et l'effectif de la société par deux, malgré les nouveaux débouchés dans l'Internet et le téléphone mobile.

### Informations sociales
Avec les Lois Auroux, le nombre de sources d'information syndicales dans les entreprises a augmenté, permettant aux journalistes, si elles sont bien protégées, de recouper leurs informations et mieux connaitre les entreprises.
- Avec la démocratisation du téléphone mobile, ils peuvent maintenant consulter librement des dizaines de sources au sein de chaque syndicat. Par ailleurs, la loi de 2008 sur la représentativité des syndicats a fixé un cadre plus clair, permettant de relativiser ce qui est dit par un syndicat ou un autre.
- Revers de la médaille, le non-respect de la protection de sources peut avoir des conséquences graves pour les salariés dont les noms, prénoms et informations confidentielles restent gravés sur Internet quand l'anonymat demandé n'est pas respecté.
- Les Lois Auroux ont créé de nouvelles fonctions à forte technicité, comme représentant au CHSCT ou administrateur salarié. Elles autorisent un comité d'entreprise à commander des contre-expertises financières. Les sources d'information des journalistes ont ainsi gagné en qualité comme en quantité, mais nécessitent d'être protégées, d'autant que dans certaines sociétés, le turn-over des dirigeants et actionnaires est tel que la mémoire de l'entreprise est surtout conservée par les syndicalistes.

### Affaires judiciaires
La protection des sources d'information est nécessaire pour que les journalistes puissent recouper les informations émanant de l'institution judiciaire, afin de prendre du recul, soit lorsqu'une affaire est étouffée, soit lorsqu'une partie du dossier est diffusée sans discernement. Pendant longtemps, ces recoupements sont utilisés dans des affaires menacées d'étouffement, car impliquant des personnalités. L'identité des sources d'information venant de l'enquête est alors protégée pour leur permettre de continuer à enquêter. Des critiques contre le viol du secret de l'instruction sont ensuite apparues dans l'affaire Dumas. Puis dans les années 2000, le secret de l'instruction a été violé contre des « petites gens », par l'institution judiciaire elle-même, comme dans l'affaire d'Outreau, puis contre des témoins-clés, comme dans l'affaire Woerth-Bettencourt.
- Dans l'affaire d'Outreau, les 13 accusés ont tous été acquittés en appel le 7 novembre 2005[15]. Le livre de Florence Aubenas, journaliste au quotidien Libération, raconte comment des conversations protégées par le secret des sources, avec un magistrat chevronné travaillant dans la région, l'ont mise en garde contre les excès du juge Fabrice Burgaud, chargé de l'instruction[16]. D'autres médias n'ont pas pris les mêmes précautions, certains hebdomadaires faisant des gros titres, en reprenant des informations non recoupées[17]. Alors que le premier article, dans La Voix du Nord le 7 avril 2001, avait suscité l'indifférence, l’arrestation de sept personnes à Boulogne à la mi-novembre a déclenché un « emballement » des hiérarchies rédactionnelles[18]. Certaines y résistent, comme à L'Express, où Jean-Marie Pontaut est rédacteur en chef « investigations »[18]. Des contre-enquêtes sont diffusées relativement rapidement, en mars 2002 dans Au nom de la loi (RTBF), qui fait le voyage d’Ostende pour découvrir qu'il n’existe pas de sex-shop au centre du prétendu « réseau », puis le 4 avril 2002 dans Pièces à conviction sur France 3[18].
- Dans l'affaire Woerth-Bettencourt, la protection des sources d'information des journalistes a été violée par le recours à l'analyse des conversations téléphoniques effectuées par des journalistes. Le directeur de Mediapart, Edwy Plenel, a affirmé en novembre 2010 que ses journalistes Fabrice Arfi et Fabrice Lhomme ont eu droit, selon des sources recoupées, « au même traitement que leur confrère du Monde, Gérard Davet, ou que la juge d'instruction de Nanterre, Isabelle Prévost-Desprez, dont les factures détaillées de téléphone portable ont été explorées par la Direction centrale du renseignement intérieur »[19]. Le procureur de Nanterre Philippe Courroye avait auparavant mis la pression sur un témoin-clé de l'affaire, la comptable de la milliardaire Liliane Bettencourt, expédiée le 7 juillet 2010 d'Arles, où elle est en vacances, à Paris pour des interrogatoires insistants et répétitifs, au cours desquels la police la pousse à démentir immédiatement[20] ses citations à Mediapart, pourtant effectuées sous couvert de l'anonymat. Le surlendemain, son avocat Antoine Gillot accuse le pouvoir d'orchestrer les fuites sur les sites internet du Figaro et du Monde, « quasiment en temps réel », de procès-verbaux d'audition « défavorables à sa cliente »[21]. La SDJ du Figaro dénonce aussi la publication sur le site du quotidien de PV d'audition « tronqués »[22].
- Dans l'affaire Dumas, le secret des sources permet d'effectuer des révélations sur l'implication du président du Conseil constitutionnel. En première instance, Roland Dumas est condamné à 6 mois de prison ferme pour « recel d’abus de biens sociaux », mais la Cour d'Appel le relaxe en 2003, tout en l'estimant blâmable car « il ne s’est pas éloigné de son entourage quand il a connu les faits qualifiés de délictueux par la cour ». Trois autres personnalités impliquées dans l'affaire sont condamnées, à un an au moins de prison ferme (Alfred Sirven, Loïk Le Floch-Prigent et Christine Deviers-Joncour) par la Justice.
- En juin 2020, Le Canard enchaîné indique qu'une conversation téléphonique entre la journaliste Dominique Simonnot et un magistrat a été écoutée et retranscrite, en 2014, en violation de la loi sur la liberté de la presse qui prévoit le secret des sources[23].

### Secret bancaire et fiscal
Les révélations de la justice suisse ont confirmé les investigations du site d'informations Mediapart dans l'affaire Cahuzac, mettant en cause Jérôme Cahuzac, ministre délégué au Budget. Les recoupements effectués par Mediapart auprès de plusieurs sources, en décembre 2012, l'avaient amené à affirmer que M.Cahuzac avait détenu des fonds non déclarés sur un compte en Suisse puis à Singapour. Au début de l'affaire, sommé de publier ses preuves, Mediapart a refusé, pour protéger ses sources d'information.

### Sport
Les révélations sur Lance Armstrong dopé à l'EPO, du journaliste Damien Ressiot dans L'Équipe du 23 août 2005, ont été facilitées par une source qu'il n'a jamais divulguée. Elles sont étayées par un recoupement, la comparaison méthodique de deux groupes de tests d'urine détenus par deux institutions différentes, le laboratoire de l'UCI et celui de l'AFLD, vers lesquels le journaliste a été discrètement orienté. Par principe, le journaliste dément l'existence d'une « gorge profonde » à l’UCI. La protection est devenue indispensable, car lors d'autres révélations, dès les années 1990, une accusatrice d'Armstrong, Stephanie McIlvain, avait déploré des pressions professionnelles exercées sur son mari. Un autre accusateur de Lance Armstrong, le cycliste Christophe Bassons, avait dû abandonner le Tour de France 1999. Damien Ressiot a donné son nom à « L’Arrêt Ressiot et autres contre France » du 28 juin 2012 sur l'affaire Cofidis. La France y est condamnée par la CEDH pour des perquisitions au siège de L’Équipe et au domicile de quatre journalistes, dont Damien Ressiot, en avril 2004, un an avant ses révélations sur Lance Armstrong.

### Secret défense
Selon l'avocat Christophe Bigot, si le journaliste est bien soumis au secret défense, les condamnations pénales de journalistes pour atteinte au secret de la défense nationale sont rarissimes en France. Les procédures pénales sont également peu fréquentes. Ainsi, « nous sommes face à deux systèmes de droit qui s’entrechoquent. Dans tous les cas de figure, il doit y avoir une mise en balance entre le droit du public à être informé et le secret-défense », et l'intérêt du public peut prévaloir au nom de l’article 10 de la Convention européenne des droits de l’homme.
En octobre 2018, une procédure pour compromission du secret de la défense nationale ouverte contre deux journalistes du Monde, est classée sans suite. Les journalistes mis en cause décrivaient la préparation, en août 2013, d’un bombardement de bases militaires du régime de Bachar Al-Assad, en rétorsion des attaques chimiques du président syrien. Ce document était classé « confidentiel défense ».
La première enquête de Disclose, publiée en avril 2019, se fonde sur une note du renseignement militaire français, qui indique que des armes fournies par la France à l'Arabie saoudite et aux Émirats arabes unis peuvent, en contradiction du discours officiel, être utilisées dans le cadre du conflit au Yémen, provoquer la mort de populations civiles,, et servir une « stratégie de la famine ». Après qu'une plainte a été déposée par le ministère des Armées, le parquet de Paris ouvre une enquête préliminaire et deux journalistes, cofondateurs de Disclose, de même qu'un de leurs confrères de la cellule d'investigation de Radio France, sont convoqués par la Direction générale de la Sécurité intérieure (DGSI) en tant que suspects libres pour « compromission du secret de la défense nationale ». Disclose, Arte Info, Konbini et Mediapart estiment que « cette enquête de police est une atteinte à la liberté de la presse, qui suppose le secret des sources d’information des journalistes ». De nombreuses sociétés de journalistes publient le 25 avril une tribune de soutien aux journalistes convoqués,,.

## Les perquisitions de médias
Les perquisitions de médias sont le plus souvent condamnées par les sociétés et syndicats de journalistes.

### L'affaire Benalla en 2019
Le 4 février 2019, cinq jours après la publication de l'enquête de Mediapart sur le contrat russe de 300 000 euros dans l'affaire Benalla, le procureur de Paris lance une perquisition dans les locaux du journal, afin de saisir les enregistrements publiés la semaine précédente par Mediapart. Mais la perquisition n'a pas lieu, les dirigeants de Mediapart s'y opposant comme le leur permet la loi lorsqu'il s'agit d'une enquête préliminaire. Dans une conférence de presse conjointe avec les trois auteurs de l'enquête et Reporters sans frontières, Edwy Plenel, fondateur de Médiapart, estime que les autorités s'attaquent au principe déontologique de protection des sources d'information des journalistes. Les sociétés de journalistes de la quasi-totalité des grands médias français, rédigent au même moment une tribune libre commune pour estimer que cette tentative de perquisition « constitue une tentative particulièrement inquiétante d'attenter au secret de leurs sources »,. Cette tentative de perquisition a également été unanimement dénoncée par l'opposition.
Patrick Cohen, le chroniqueur de l'émission C à vous, sur une chaîne de service public, s'est cependant montré très critique envers le procédé consistant à utiliser des écoutes portant sur des conversations privées, même si ces écoutes datent de 7 mois et ont permis à Mediapart de révéler des conversations d’Alexandre Benalla, en violation de son contrôle judiciaire, en se prévalant du soutien du président de la République et en faisant allusion à un contrat avec un oligarque russe.

### L'affaire Clearstream en 2007
Le 11 mai 2007, une tentative de perquisition au Canard Enchaîné a été opérée par deux juges d'instruction indépendants, Françoise Desset et Thomas Cassuto, chargés de l'Affaire Clearstream. La Fédération nationale de la presse française, qui regroupe les patron de presse, proteste quelques heures après, de même que tous les syndicats de journalistes et les sociétés de journalistes. Les deux juges d'instruction opéraient dans le cadre de l'enquête pour « violation du secret de l'instruction » sur l'Affaire Clearstream. Le rédacteur en chef de l'hebdomadaire, Claude Angeli, a affirmé à la presse que les juges cherchaient « un document [du général] Rondot » sur de présumés « comptes japonais » de Jacques Chirac. Ce document avait été publié par le journal satirique le 10 mai 2006, au plus fort de l'affaire Clearstream. Plusieurs journalistes du Canard enchaîné, de même que de Libération, du Monde, du Parisien et du Nouvel Observateur, avaient été entendus le 14 décembre 2006 comme témoins par les magistrats chargés d'enquêter sur la « violation du secret de l'instruction » dans l'affaire Clearstream. Cette procédure contre X..., ouverte en 2006 sur instruction du ministre de la justice, Pascal Clément, vise 18 articles de presse parus entre le 14 avril et le 12 mai.

## Le droit européen et français
En droit, la protection des sources d'information des journalistes fixe un compromis entre le principe de liberté de la presse et la nécessité de défendre l'ordre public. Le compromis trouvé par la loi dans les différents pays a choisi des équilibres très différents d'un gouvernement à l'autre, suscitant une jurisprudence européenne en pleine expansion.

### Droit européen: l'article 10 de la Convention européenne des droits de l'homme
Court, l'Article 10 de la Convention européenne des droits de l'homme est bâti en deux petits paragraphes qui se complètent.
- Le premier des deux paragraphes ne formule aucune exception à la protection des sources :

« Toute personne a droit à la liberté d'expression. Ce droit comprend la liberté d'opinion et la liberté de recevoir ou de communiquer des informations ou des idées sans qu'il puisse y avoir ingérence d'autorités publiques et sans considération de frontière. Le présent article n'empêche pas les États de soumettre les entreprises de radiodiffusion, de cinéma ou de télévision à un régime d'autorisations. »

Sa jurisprudence a souligné que « la protection des sources journalistiques est l’une des pierres angulaires de la liberté de la presse […]. L’absence d’une telle protection pourrait dissuader les sources journalistiques d’aider la presse à informer le public sur des questions d’intérêt général. En conséquence, la presse pourrait être moins à même de jouer son rôle indispensable de « chien de garde » et son aptitude à fournir des informations précises et fiables pourrait s’en trouver amoindrie », a rappelé la Cour européenne des droits de l’homme, dès l'arrêt « Goodwin contre Royaume-Uni », du 27 mars 1996.
- Le second paragraphe évoque les sanctions, les restrictions et les formalités qui encadrent le droit de publication dans certains pays, et les limite à des motifs très précis, par exemple la diffamation ou la « protection de la santé ou de la morale » :

« L'exercice de ces libertés comportant des devoirs et des responsabilités peut être soumis à certaines formalités, conditions, restrictions ou sanctions prévues par la loi, qui constituent des mesures nécessaires, dans une société démocratique, à la sécurité nationale, à l'intégrité territoriale ou à la sûreté publique, à la défense de l'ordre et à la prévention du crime, à la protection de la santé ou de la morale, à la protection de la réputation ou des droits d'autrui, pour empêcher la divulgation d'informations confidentielles ou pour garantir l'autorité et l'impartialité du pouvoir judiciaire. »

Pour la jurisprudence, la notion de « prévention du crime » renvoie à la possibilité pour un législateur d'interdire la publication dans le presse de données (adresses, photos, noms de responsables, organisation de services, etc.) qui risqueraient de faciliter la tâche aux criminels, tout comme les notions de « sécurité nationale », d'« intégrité territoriale » et de « sûreté publique », également citées par le second paragraphe de l'article 10.[réf. souhaitée]

### Droit français: la loi de 2010 très contestée
Ce texte fait suite à des gardes à vue et perquisitions à l'encontre de journalistes, intervenues deux ans plus tôt - en particulier contre un reporter travaillant pour Auto Plus, Bruno Thomas, et un autre travaillant pour Le Monde, Guillaume Dasquié. Ces évènements avaient été officiellement condamnés par l'OSCE. Mais, promulguée le 4 janvier 2010, la « loi Dati » s'est heurtée dès son élaboration aux trois premiers syndicats de journalistes. Le texte a finalement suscité l'opposition des grandes signatures du journalisme d'investigation, de tous les syndicats et de toutes les associations de journalistes. Reçu par les députés, au même titre qu'Hervé Chabalier, PDG de l'Agence de presse Capa, ou Edwy Plenel, fondateur de Mediapart, Louis-Marie Horeau, rédacteur en chef du Canard enchaîné leur explique alors que « s'il n'y a pas de protection des sources, les sources se tarissent, et donc il n'y a pas d'information ». La loi est jugée « trop floue » car elle dispose que la protection des sources peut-être remise en cause « si un impératif prépondérant d'intérêt public le justifie et si les mesures envisagées sont strictement nécessaires et proportionnées au but poursuivi ».
Ce texte laisse place à une « large interprétation » a déploré Bruno Anatrella, avocat spécialiste de la presse, avec pour risque que l'« impératif prépondérant d'intérêt public » englobe énormément de choses, notamment des intérêts politiques. Christophe Bigot, autre avocat spécialiste du droit de la presse, a regretté dans Le Monde que « la loi ne crée pas un délit autonome d'atteinte au secret des sources » et surtout qu'elle ne prévoie « aucune sanction », même quand l'atteinte est constatée. La loi de 2010 sera encore plus contestée après l'Affaire Woerth-Bettencourt, qui a donné lieu à l'espionnage de journalistes dans une banale affaire politico-financière.
Selon Roger Faligot, cité par L'Obs en décembre 2014, les espions chinois opèrent en France sous le statut de journaliste (accrédité par des journaux chinois mis en place par les services de renseignement chinois) afin de bénéficier de la protection des sources d'information des journalistes, abandonnant ainsi la couverture classique de prétendu chauffeur d'ambassade.

### Principales jurisprudences européennes
- Dans l'affaire « Martin contre France » (12 avril 2012), la Cour a jugé que la France a violé la Convention européenne des droits de l’homme par une perquisition dans les locaux du Midi libre, pour tenter de savoir comment il s'était procuré un rapport de la Chambre régionale des comptes — protégé par le secret professionnel — sur la gestion du Languedoc-Roussillon.
- Dans l'affaire « Tillack contre Belgique » (27 novembre 2007), la Cour a jugé insuffisants les motifs des tribunaux belges pour justifier les perquisitions chez un journaliste de Stern après des articles étayés par des documents confidentiels de l'Office européen de lutte antifraude.
- Dans l'affaire « Financial Times contre Royaume-Uni » (15 décembre 2009), où quatre quotidiens et une agence de presse s'étaient vus enjoints de transmettre à Interbrew des documents permettant de savoir qui avait révélé une offre publique d’achat, la Cour a jugé que « la participation de journalistes à l’identification de sources anonymes » aurait sur elles « un effet inhibiteur »[27].
- Dans l'arrêt « Roemen et Schmitt contre Luxembourg » (25 février 2003), la Cour a jugé disproportionnée la perquisition au domicile d’un journaliste enquêtant sur la fraude fiscale d'un ministre, estimant qu’il incombait aux autorités de démontrer que d’autres mesures n'auraient pas été suffisantes pour assurer la défense de l’ordre.

### Gravité des infractions
La plus grave des infractions, pour les tribunaux, est de rechercher les sources du journaliste, sans même les lui demander, par des perquisitions ou par l'obtention de ses factures détaillées auprès de la société de télécommunication concernée. Ainsi, dans l'arrêt Roemen et Schmitt contre Luxembourg (25 février 2003), la Cour a déclaré que « les perquisitions ayant pour objet de découvrir la source du journaliste – même si elles restent sans résultat – constituent un acte plus grave qu’une sommation de divulgation de l’identité de la source… ». La saisie d'un ordinateur ou d'un téléphone portable, sur le lieu de travail, au domicile du journaliste ou sur le lieu de reportage, est encore plus grave, car elle croise le viol de la loi dans deux domaines, la protection des correspondances privées et le viol du principe de protection des sources d'information des journalistes.

### Auteurs des infractions
Le droit français sur la protection des sources d'information des journalistes s'applique à tous les citoyens et pas seulement les policiers ou les magistrats.